# Canal de Bristol
Pour les articles homonymes, voir Bristol.
Le canal de Bristol (Bristol Channel en anglais, Môr Hafren en gallois) est un bras de mer du Royaume-Uni séparant le pays de Galles méridional de l'Angleterre du Sud-Ouest. Il s'étend de l'estuaire du Severn à la mer Celtique dans l'océan Atlantique nord. Son nom vient de la ville de Bristol en Angleterre. Aussi anciennement nommé la Manche de Saint-Georges.

## Géographie
L'Organisation hydrographique internationale définit les limites du canal de Bristol de la façon suivante :
- À l'ouest : Une ligne joignant Hartland Point (en), dans le Devonshire, (51° 01′ 19″ N, 4° 31′ 33″ O) à Saint Govan's Head, Pembrokeshire (51° 35′ 45″ N, 4° 55′ 35″ O).

Le canal a une longueur d'environ 182 km et une largeur maximale de 132 km. Au nord se trouve le pays de Galles et les villes de Cardiff, Swansea, Newport et Chepstow. Sur la côte anglaise se trouvent les villes de Bristol, Portishead, Weston-super-Mare et Barnstaple.
Il y a de nombreuses petites îles peu habitées ou inhabitées dans le canal :
- Steep Holm, faisant partie du Somerset, a une superficie de 25,51 hectares ;
- Flat Holm, au nord de Steep Holm, faisant partie de Glamorgan, au pays de Galles ;
- Lundy, située au large des côtes du Devon, en face du Hartland Point (en) ;
- Île de Caldey, dépendant administrativement du Pembrokeshire ;
- Tusker Rock, îlot faisant partie du Vale of Glamorgan.

Sur ces îles se trouvent des réserves naturelles et de nombreux oiseaux, des colonies de goélands, mouettes, fulmars, cormorans, petit pingouin, guillemot de Troïl, macareux moine, huîtrier pie, alouette des champs, pipit farlouse, merle noir, rouge-gorge, linotte mélodieuse, tadorne.
Dans le canal se produisent de très grandes marées, la 2e plus grande du monde derrière la baie de Fundy au Canada - à marée basse, on trouve de vastes bancs de boue aux bords du canal.

## Référence
- (en) Cet article est partiellement ou en totalité issu de l’article de Wikipédia en anglais intitulé « Bristol Channel » (voir la liste des auteurs).

1. ↑  Dictionnaire geographique et historique, 1705 (lire en ligne)
2. ↑  (en) Limits of oceans and seas, 1953, 3rd edition/ International Hydrographic Organization|consulté le=26 juillet 2024

Autre :
Dictionnaire géographique et historique, Florentin Delaulne, Paris, 1705